# Kangar
Kangar is een stad en gemeente (majlis perbandaran; municipal council) in Maleisië en het bestuurlijk centrum van de Maleisische staat Perlis. De stad bevindt zich op het noordelijkste punt van West-Maleisië en ligt aan de rivier de Perlis. De gemeente telde 226.000 inwoners bij de volkstelling van 2010 tegen 48.948 bij die van 1991.
Kangar is een handelscentrum, waar producten als zeevruchten, rijst, suiker, mango's en andere lokale vruchten worden verhandeld.

## Bezienswaardigheden
De oude stad van Kangar vormt een mengeling van oude en nieuwe winkels en huisvest het koloniale gebouw van het staatssecretariaat van Perlis, een klokkentoren uit de jaren 30 en een grote moskee (Masjid Alwi) uit 1910 (de voormalige staatsmoskee van de staat). Ook de Alwi-moskee uit 1933 werd als bouwkundig erfgoed erkend. Ook heeft de stad een staatsmuseum.